# Supatá (kommun)
Supatá är en kommun i Colombia.   Den ligger i departementet Cundinamarca, i den centrala delen av landet, 60 km norr om huvudstaden Bogotá. Antalet invånare är 4 952.